# Passiv-Matrix-Display

Schema der passiven Matrix

Als Passiv-Matrix-Display oder PMLCD (kurz für engl. passive-matrix liquid crystal display) bezeichnet man eine Matrixanzeige, bei der die einzelnen Pixel passiv (ohne zusätzliche elektronische Komponenten bei den einzelnen Bildpunkten) angesteuert werden. Dieser Display-Typ kommt zum Beispiel beim Mini-Fernseher Casio TV-970 vor.
Im Gegensatz dazu werden Bildschirme mit aktiv, über Transistoren angesteuerten Bildpunkten als Aktiv-Matrix-Display bezeichnet.

## Problemstellung
Man könnte jeden Bildpunkt über individuelle Leiterbahnen einzeln ansteuern, was bei den ersten Ausführungen der sogenannten Sieben-Segmentanzeigen zur Darstellung von Ziffern auch geschah. Dort finden sich aber nur wenige Punkte (Segmente) pro Display im Vergleich zu einem Bildschirm, der dem VGA-Standard gehorcht und 640 mal 480, also 307.200 Bildpunkte erfordert.

## Aufbau
Die Lösung bietet die sogenannte Matrixansteuerung der Bildpunkte: Jeder Punkt liegt an der Kreuzung einer Spalte und einer Zeile, die in Form durchsichtiger Leiterbahnen auf den Gläsern der Flüssigkristallzelle aufgedampft sind. Im obigen Beispiel wären das 480 Zeilen auf der einen Glasplatte und 640 Spalten auf der anderen. Legt man nun an solch ein Zeilen-Spalten-Paar eine Spannung an, dann entsteht genau am Kreuzungspunkt ein elektrisches Feld. Jetzt ist es möglich, alle 307.200 Bildpunkte mittels 640+480, also nur noch 1120 Leitungen anzusprechen, was den technischen Aufwand erheblich reduziert. Man spricht bei dieser Art der Bildpunktansteuerung von einer passiven Matrix.

## Crosstalk
Mit der Passivmatrixtechnologie ist eine Anzahl von Problemen verbunden, die ihrer Anwendung relativ enge Grenzen setzen. Beispielsweise entsteht nicht nur an den angewählten Kreuzungspunkten ein elektrisches Feld, sondern auch ungewollt entlang der aktiven Zeile und Spalte an weiteren, nicht auszusteuernden Kreuzungspunkten. Zwar ist dieses ungewollte Feld schwächer als das am angewählten Kreuzungspunkt und die Molekülumorientierung im flüssigen Kristall erfolgt erst oberhalb eines Schwellwertes der Feldstärke: Möchte man aber viele Graustufen auf dem Bildschirm darstellen, kann man das nur durch einen langsameren Übergang in der Molekülreaktion erreichen. Anstelle des scharfen Schwellwertes benötigt man dann einen breiteren Bereich unterschiedlich starker Reaktion des LC-Materials auf geringe Änderungen der Feldstärken. Dann aber kann sich unter Umständen auch schon das schwache Feld entlang einer Zeile bzw. Spalte als Graustufe zeigen, was zu vermindertem Kontrast des Displays führt – man spricht von einer speziellen Art von Übersprechen (englisch Crosstalk).

### Konsequenz
Es hat den Anschein, als müsste man sich entscheiden und entweder Displays mit geringer Auflösung, dafür aber vielen Graustufen bauen, oder aber solche mit hoher Auflösung, dafür aber wenigen Graustufen. Versucht man beides in einem einzigen Passiv-Matrix-Display zu realisieren, muss man verminderten Kontrast in Kauf nehmen. Das Kontrastverhältnis von TSTN-Displays (englisch Triple Super-Twisted Nematic LCD) mit Videoauflösung liegt etwa zwischen 10:1 und 15:1, d. h. ein angewählter Bildpunkt ist 10- bis 15-mal so hell wie ein nicht angewählter.

## Impulsansteuerung
Um alle Bildpunkte einer impulsgesteuerten Matrix ansteuern zu können, genügt die bisherige, statische Betrachtung für ein Zeilen-Spalten-Paar nicht. Es müssen stattdessen alle Zeilen zyklisch nacheinander angesteuert (englisch: scanned) und die Bildinhalte parallel über die Spalten für jede Zeile eingespeist werden. Dies führt zu einer impulsförmigen Ansteuerung der Bildpunkte mit Spannungsamplituden, die größer sind als im statischen Fall. Entscheidend zur Optimierung war die Erkenntnis von Peter J. Wild, dass bei impulsartiger, periodisch wiederholter Ansteuerung der Effektivwert (englisch Root Mean Square, RMS) der Spannungsdifferenzen maßgebend ist.